# Carl Sternheim
Carl Sternheim (1 de abril de 1878 – 3 de noviembre de 1942) fue un dramaturgo y escritor de historias cortas alemán. Fue uno de los mayores exponentes del expresionismo alemán y sus obras se caracterizan por sus sátiras de la moral de la emergente clase media alemana durante el período de gobierno de Guillermo II.

## Biografía
Nacido en Leipzig, hijo de un banquero judío y una protestante de clase trabajadora, Sternheim creció en Hannover y Berlín. Entre 1897 y 1902, estudió filosofía, psicología y jurisprudencia de manera intermitente en las universidades de Múnich, Göttingen y Leipzig, pero nunca se graduó. En 1900, comenzó a trabajar como escritor freelance en Weimar, donde conoció y se casó con su primera esposa, Eugenie Hauth, ese mismo año. Su matrimonio terminó en 1906 y en 1907 volvió a casarse, en esta ocasión con la escritora Thea Löwenstein (apellido de soltera Bauer), con quien tuvo dos hijos.  

La riqueza de Thea, proveniente de su rica familia manufacturera, le permitió a la familia construir la Schloss Bellemaison en Múnich.  Allí, Sternheim trabajó junto a varios artistas reconocidos, tales como Mechtilde Lichnowsky, Max Reinhardt y Frank Wedekind, y creó su propia colección de arte. En 1908, colaboró con Franz Blei para lanzar el periódico literario expresionista Hyperion, en el cual se publicaron las primeras ocho obras en prosa de Franz Kafka. También contribuyó ocasionalmente con el periódico expresionista Die Aktion. En 1912 se mudó a Bélgica con su familia y en 1918, luego de la finalización de la Primera Guerra Mundial, volvieron a mudarse, esta vez a St. Moritz y Uttwil en Suiza. Sternheim y Thea se divorciaron en 1927. Volvió a casarse, con la actriz y cantante Pamela Wedekind, en 1930 y se divorció en 1934; después de su nuevo matrimonio fallido se mudó con Henriette Carbonara. Sternheim falleció en Ixelles (Bruselas) durante la Segunda Guerra Mundial y sus restos descansan en el Cementerio Ixelles, juntado en 2011 Marcel Hastir (1906–2011).

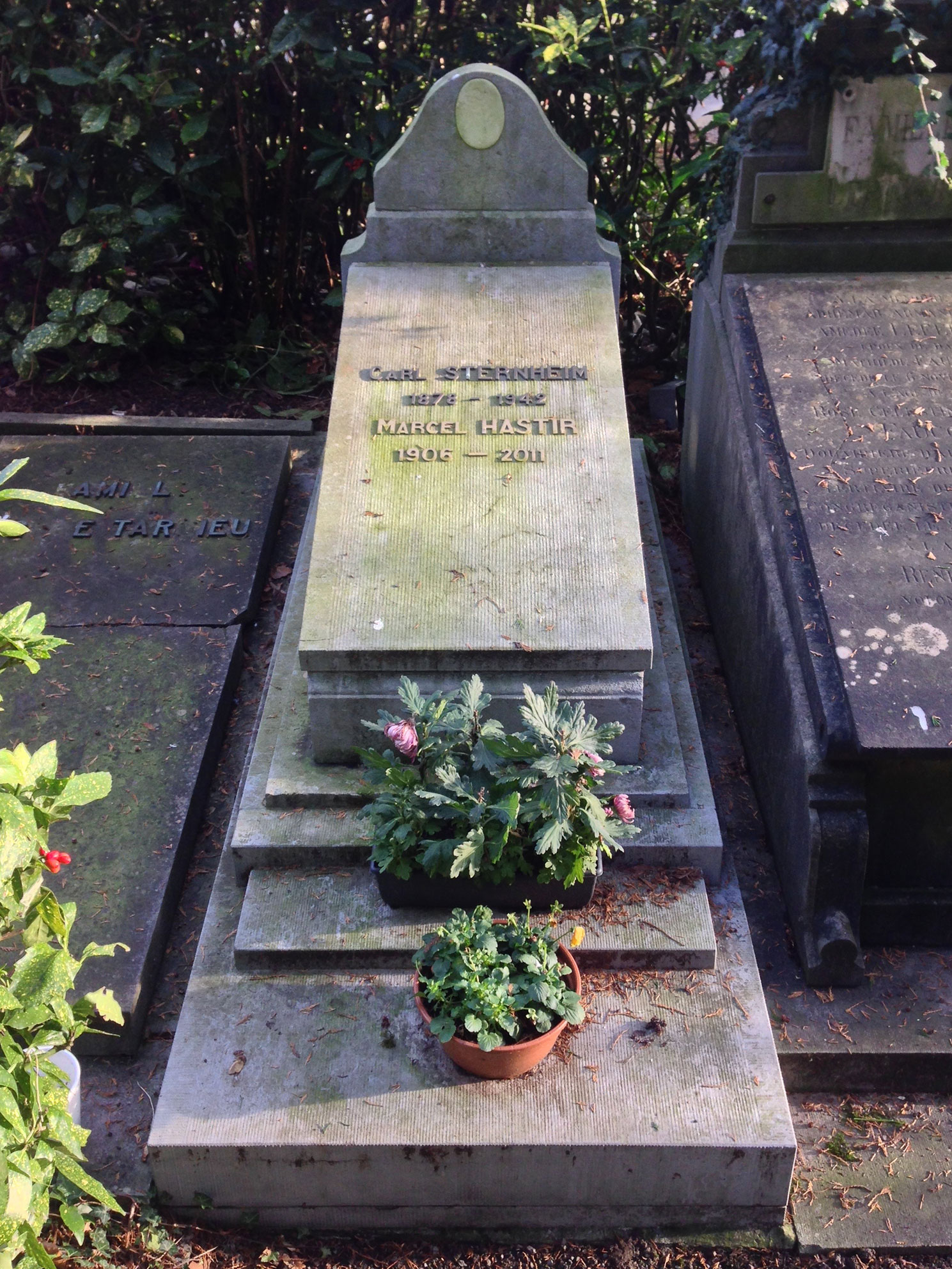

El círculo de prominentes amigos de Sternheim incluyó a Gottfried Benn, Carl Einstein, Franz Pfemfert, Walther Rathenau, Ernst Stadler, Hugo von Tschudi, Fritz von Unruh y Otto Vrieslander. En 1915, otorgó el suma correspondiente al Premio Fontane al por ese entonces desconocido Kafka. Las autoridades de la Alemania Nazi prohibieron las obras de Sternheim no solo por su ascendencia judía, sino también por sus salvajes burlas cómicas hacia la corrupción moral de la burguesía alemana.